# Halbunterirdischer Tempel von Tiwanaku

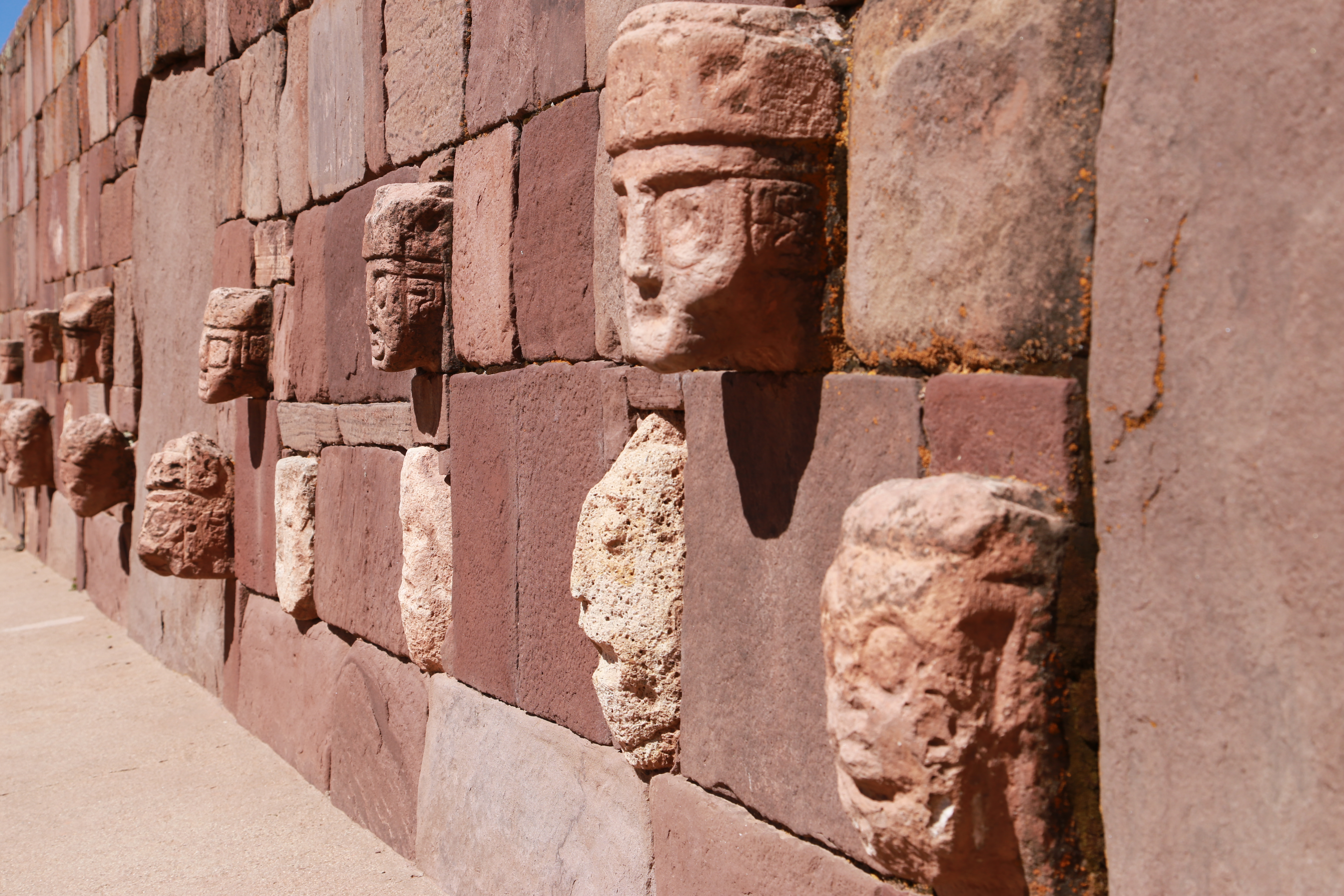
„Versunkener Hof“ des halbunterirdischen Tempels von Tiwanaku mit eingelassenen Köpfen aus Vulkantuffstein, von denen einige Schädelverformungen aufweisen. Man nimmt für gewöhnlich an, dass die unterschiedlichen Köpfe unterschiedliche ethnische Gruppen repräsentieren.

Der halbunterirdische Tempel von Tiwanaku ist eine Anlage, die innerhalb der Prä-Inka Ruinenstätte Tiwanaku im Osten von Kalasasaya in Bolivien liegt. Kennzeichnend für diese Konstruktion ist die Symbolik der „eingebetteten Köpfe“ (heute insgesamt noch 175), die im Mauerwerk des „versunkenen Hofes“ eingelassen sind. Im Jahr 1932 wurde bei Ausgrabungen des halbunterirdischen Tempels der 7,3 m hohe Bennett-Monolith entdeckt. Der Tempel gehört neben Kalasasaya, Putuni, Chunchukala, Kherikala, Kantatayita und Akapana zu den sieben Hauptstrukturen im Kernbereich des alten Tiwanaku.

## Geschichte

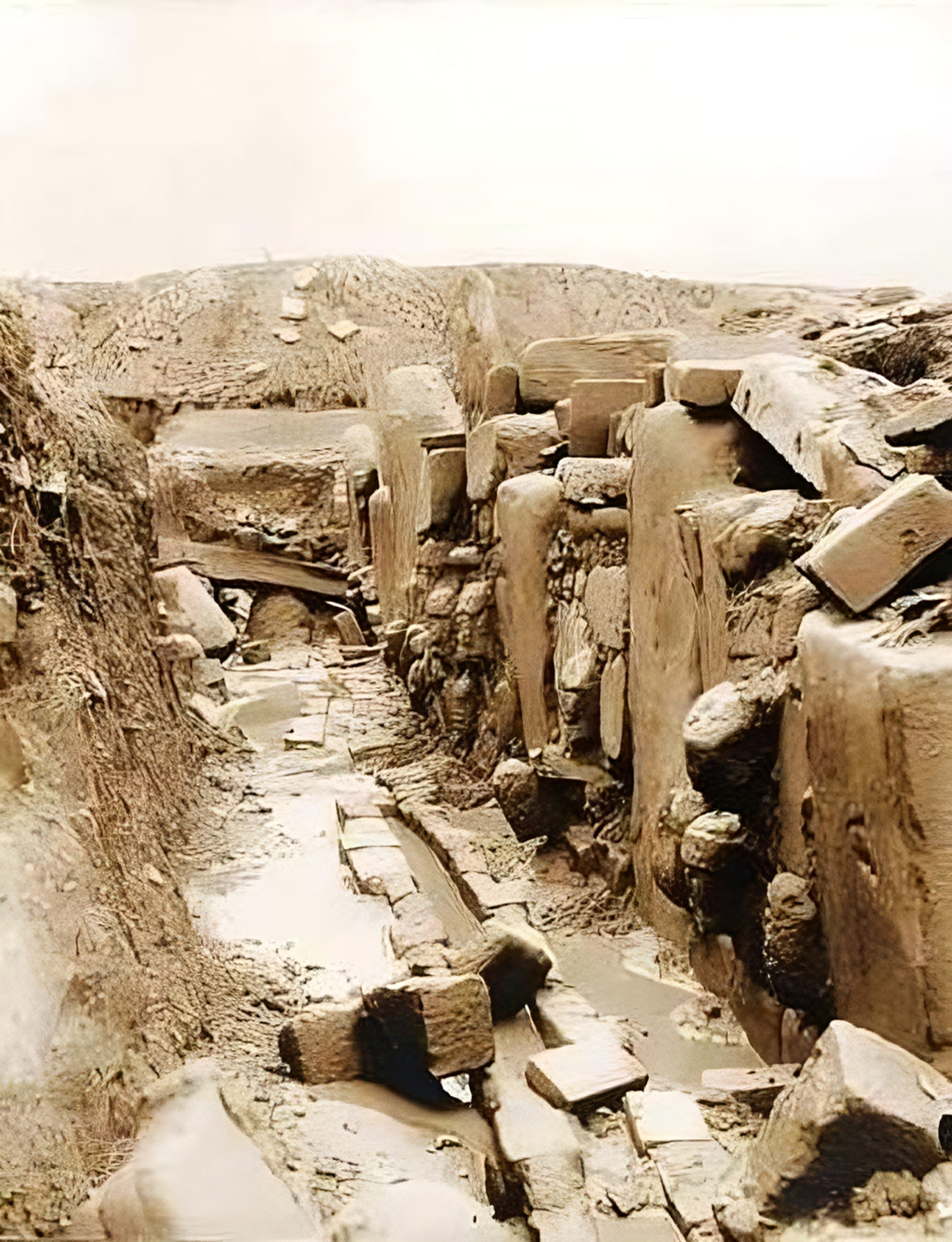
Der halbunterirdische Tempel bei den ersten Ausgrabungen von Tiwanaku 1903–1904

Der US-amerikanische Archäologe Wendell Clark Bennett erhielt 1932 von der bolivianischen Regierung die Genehmigung, eine Reihe von Testgrabungen in Tiwanaku durchzuführen. Eine der Testgrabungen führte er in der nördlichen Hälfte des halbunterirdischen Tempels durch. Hierbei stieß er auf eine 7,3 m hohe Kolossalstatue aus rotem Sandstein und auf zwei weitere kleinere subsidiäre Stelen. Die Kolossalstatue wurde nach ihm benannt und ist heute als Bennett-Monolith bekannt. Es wird allgemein angenommen, dass die Statue und die Stelen an ihrem ursprünglichen Ort und möglicherweise sogar an ihrer ursprünglichen Stelle gefunden wurden.
Der halbunterirdische Tempel wurde in den Jahren 1960 bis 1964 vom Centro de Investigaciones Arqueológicas en Tiwanaku (CIAT) unter der Leitung des bolivianischen Archäologen Carlos Ponce Sanginés vollständig ausgegraben und vollständig rekonstruiert. Mit einer Ausnahme wurden die vom CIAT gefundenen Köpfe noch in den Wänden oder sehr nahe am Fuß der Wände aufgefunden. Auf der Nordseite war eine große Anzahl von Köpfen im Hof verstreut, bis zu 6 m von der Mauer entfernt.

## Architektur
Nach Ansicht der Architekturhistoriker Jean-Pierre Protzen und Stella Nair zeige der halbunterirdische Tempel von Tiwanaku die Entwicklung von einer groben Arbeit mit Blöcken aus einer zufälligen Bandbreite über das sehr glatte Mauerwerk von Akapana mit eng anliegenden Blöcken oder der Ostmauer von Putuni bis hin zur überragenden (und in Teilen weltweit einzigartigen) Pumapunku-Stil-Architektur. Die Struktur des Hofes des halbunterirdischen Tempels und möglicherweise Kantatayita und Putuni bilden horizontale Ebenen unterhalb der Basisebene. Vom Inneren des Tempels hat man heute eine imposante Sicht auf den Osteingang von Kalasasaya, allerdings scheinen verschiedene Strukturen, abgesehen von der Nähe, keine spezifische Beziehung zueinander zu haben. Der halbunteriridische Tempel von Tiwanaku stellt einen Kontrast zu Tiwanakus massiven überirdischen Strukturen wie Pumapunku und Akapana dar. Die Mauern sind im Gegensatz zum makellos gefertigten Mauerwerk von Putuni und Pumapunku eher simpel gestaltet und punktuell mit Köpfen aus Vulkantuffstein versehen, von denen keiner dem anderen gleicht. Insgesamt sind heute noch 175 Köpfe zu sehen, die aus dem Mauerwerk herausragen. Der halbunterirdische Tempel diente als in sich geschlossener Raum, der visuell mit zwei der wichtigsten Monumente von Tiwanaku verbunden ist: Akapana und Kalasasaya.

## Anlage
Der halbunterirdische Tempel von Tiwanaku ist – wie der Name nahelegt – ein abgesenkter bzw. halbunterirdischer Tempel, der einen rechteckigen „versunkenen Hof“ bildet. Die nahezu quadratische Anlage (26 × 28 m) ist von etwa 2 m hohen Umfassungsmauern umgeben. Es ist eines der ältesten Bauwerke von Tiwanaku. Dieser Tempel Tiwanaku wurde wahrscheinlich während des späten Formativums gebaut. Die Konstruktion besteht aus Sandstein und ist nach dem Anthropologen Alan Kolata eines der bemerkenswertesten Beispiele für Tiwanakus Monumentalarchitektur. Auf der Südseite führt eine Monumentaltreppe in den Tempel.
Der halbunterirdische Tempel von Tiwanaku ist im Gegensatz zu den anderen Monumentalstrukturen von Tiwanaku wie beispielsweise Pumapunku von geringerer Größe. Im Mauerwerk des „versunkenen Hofes“ sind punktuell menschliche Köpfe aus Vulkantuffstein eingelassen. Visuell ist er mit den zwei wichtigsten Monumenten von Tiwanaku verbunden: Akapana und Kalasasaya.

## Stelen

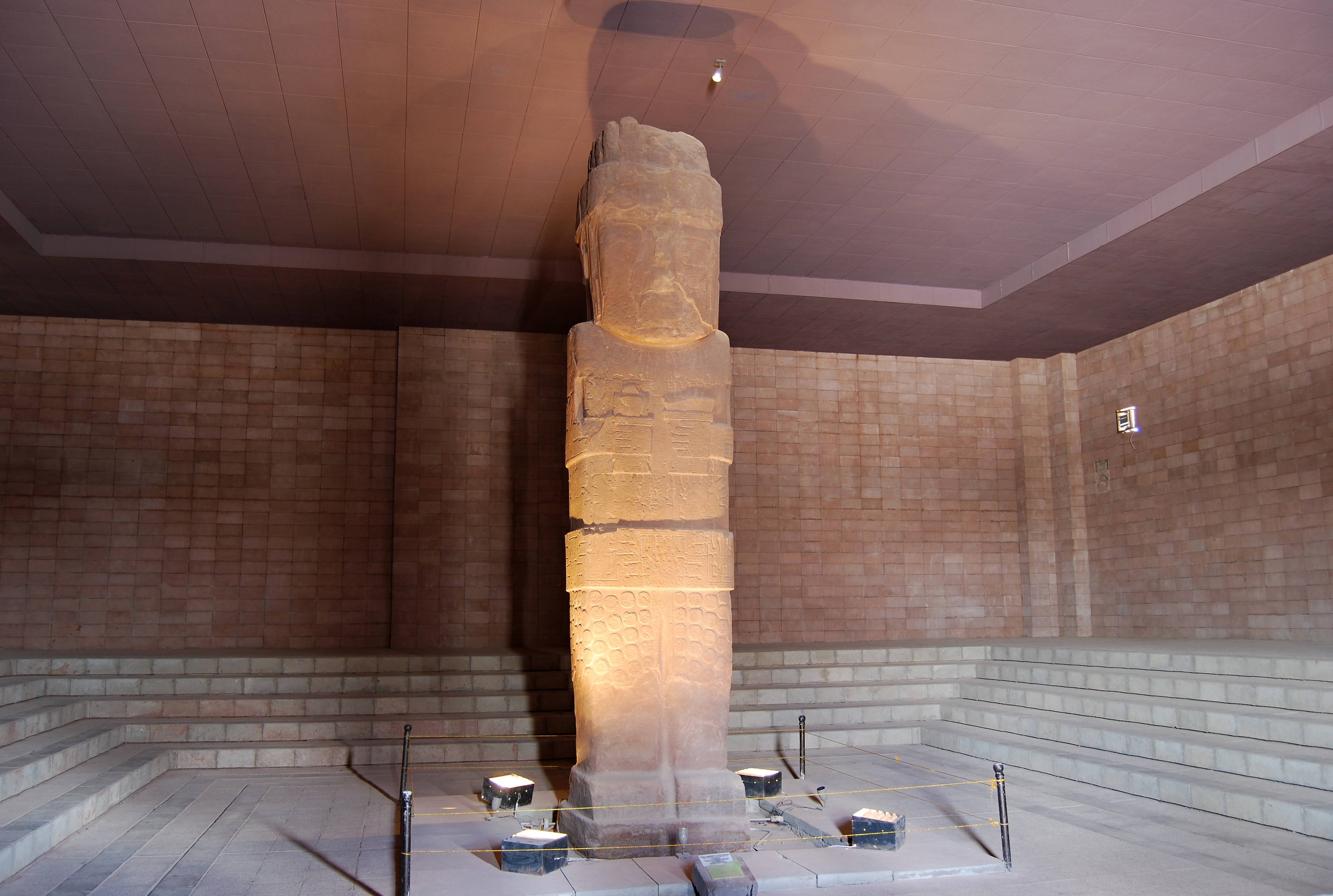
Bennett-Monolith im Regionalmuseum von Tiwanaku

Im „versunkenen Hof“ des halbunterirdischen Tempels wurde der 7,3 m große Bennett-Monolith vermutlich in situ vorgefunden. Der Monolith bzw. die Stele wurde neben einer älteren Stele im Yaya-Mama-Stil (Stele im Yaya-Mama-Stil Nr. 15) errichtet. John Janusek argumentiert, dass Monolithen tatsächlich der Daseinszweck versunkener Höfe waren: Anstatt diese mächtigen Räume nur zu zieren oder imposanter erscheinen zu lassen, wurden diese Heiligtümer für sie als ihre Wohnstätten errichtet.

## Weitere Funde
Im halbunterirdischen Tempel wurde ein Basalt-Block (46,5 cm × 16,3 cm) entdeckt, der typische Tiwanaku-Ikonografie zeigt, wie zum Beispiel sich abwechselnde frontal abgebildete Figuren mit unterschiedlichen Basissymbolen innerhalb eines „Wellenbandes“ (heute im Museo Lítico de Tiwanaku).

## Galerie

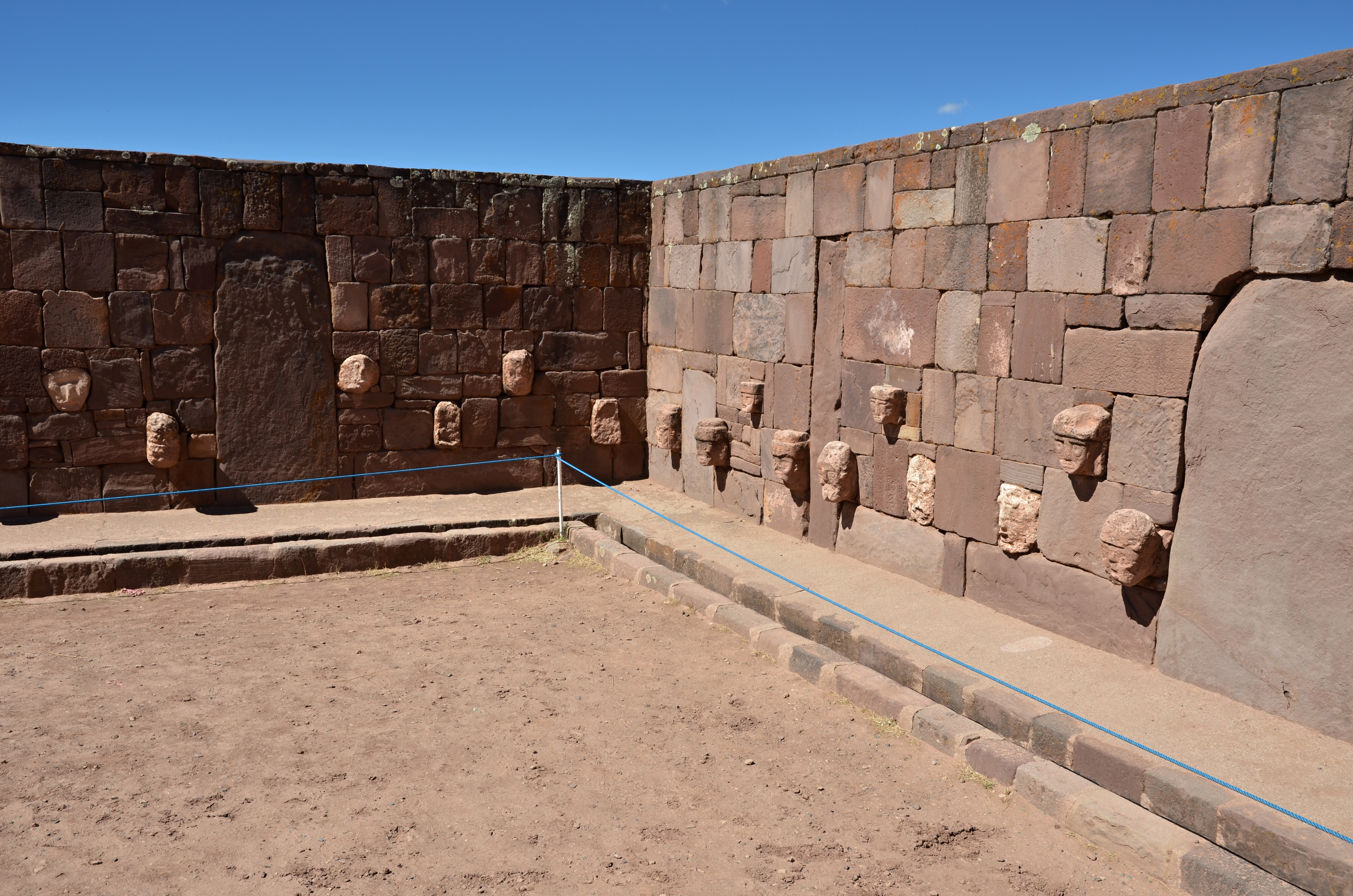
Mauer mit eingelassenen Köpfen aus Vulkantuffstein
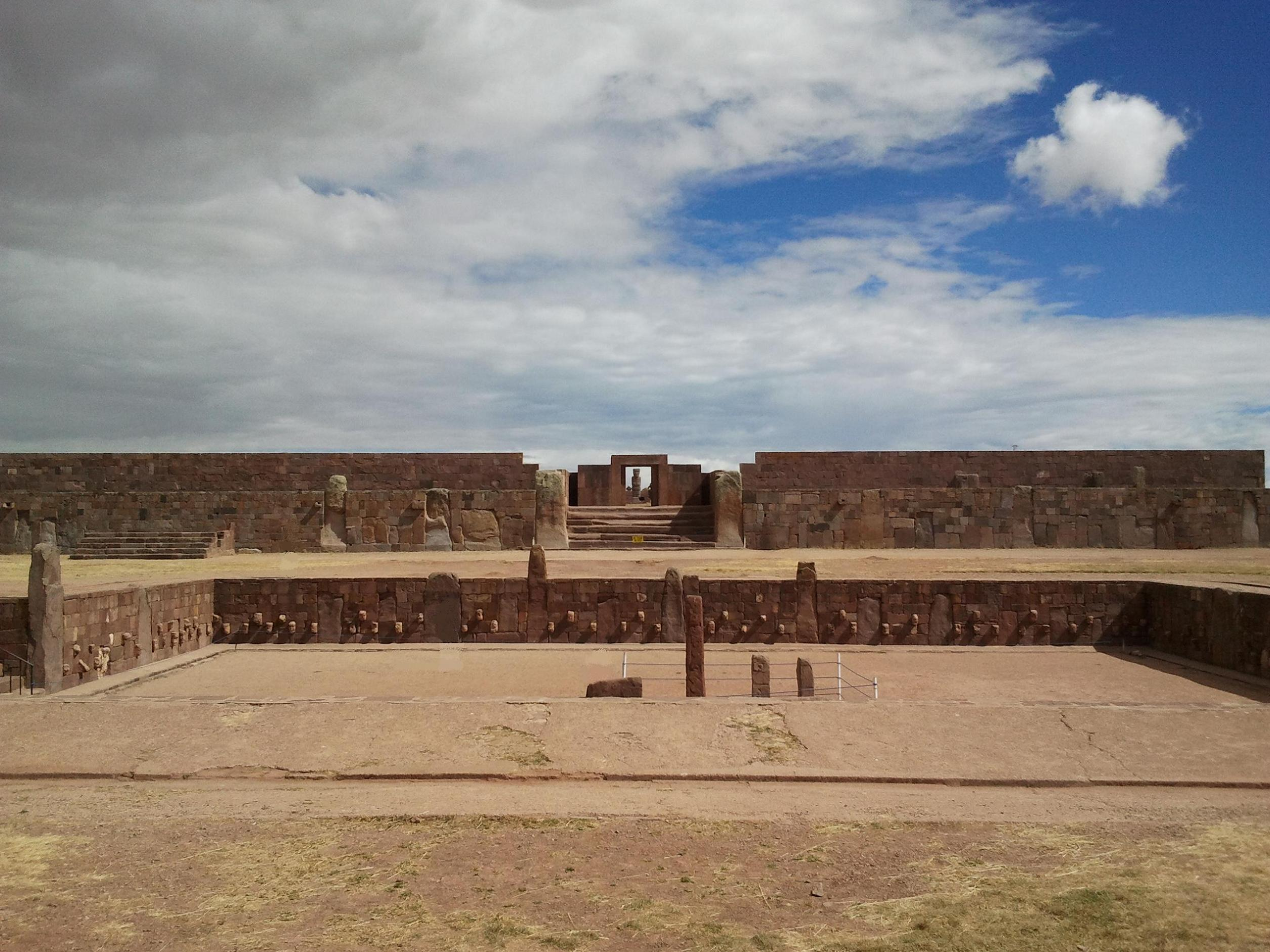
Blick über die Westmauer des halbunterirdischen Tempels von Tiwanaku zur Figur des Ponce-Monolithen
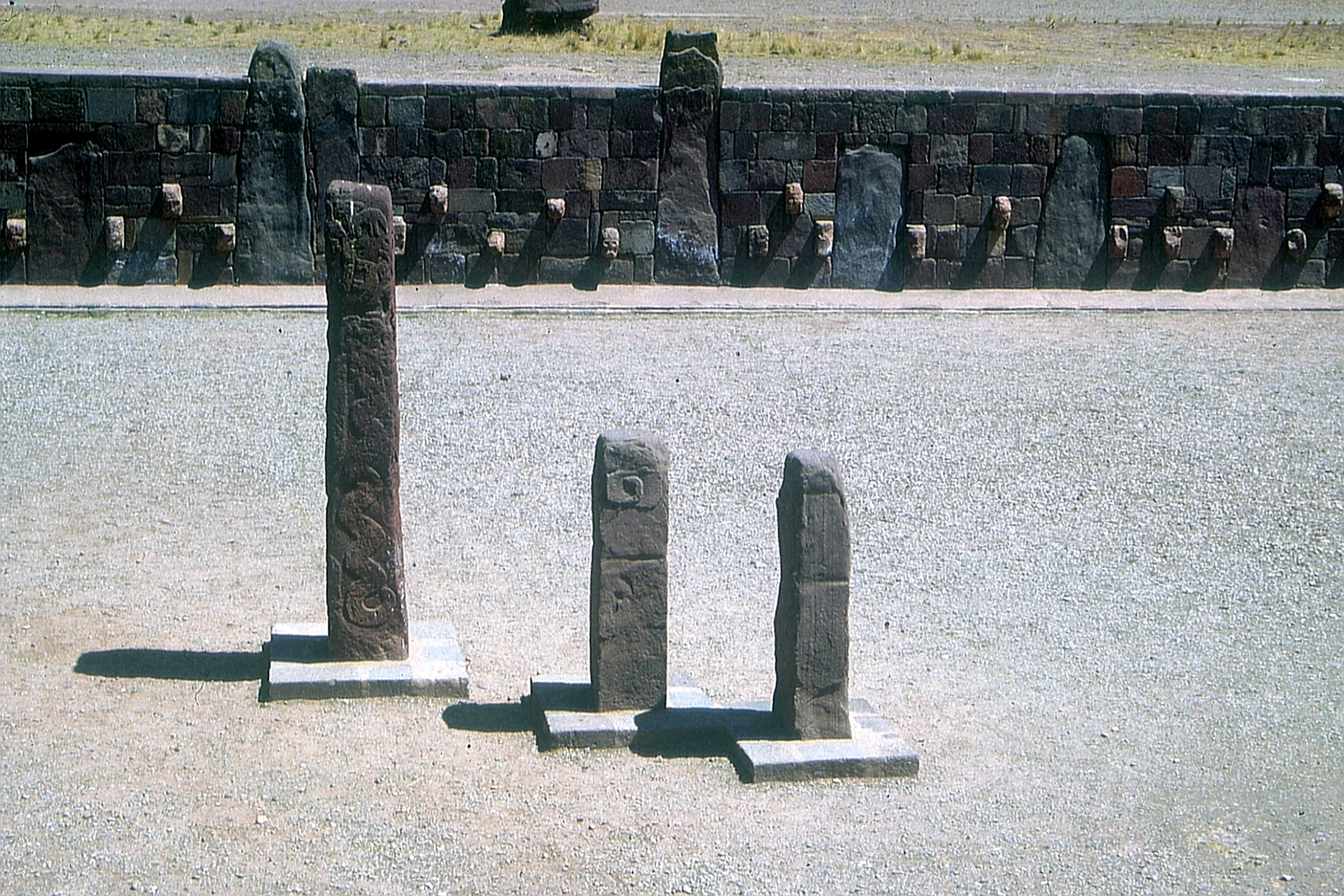
„Versunkener Hof“ mit seinen drei Stelen
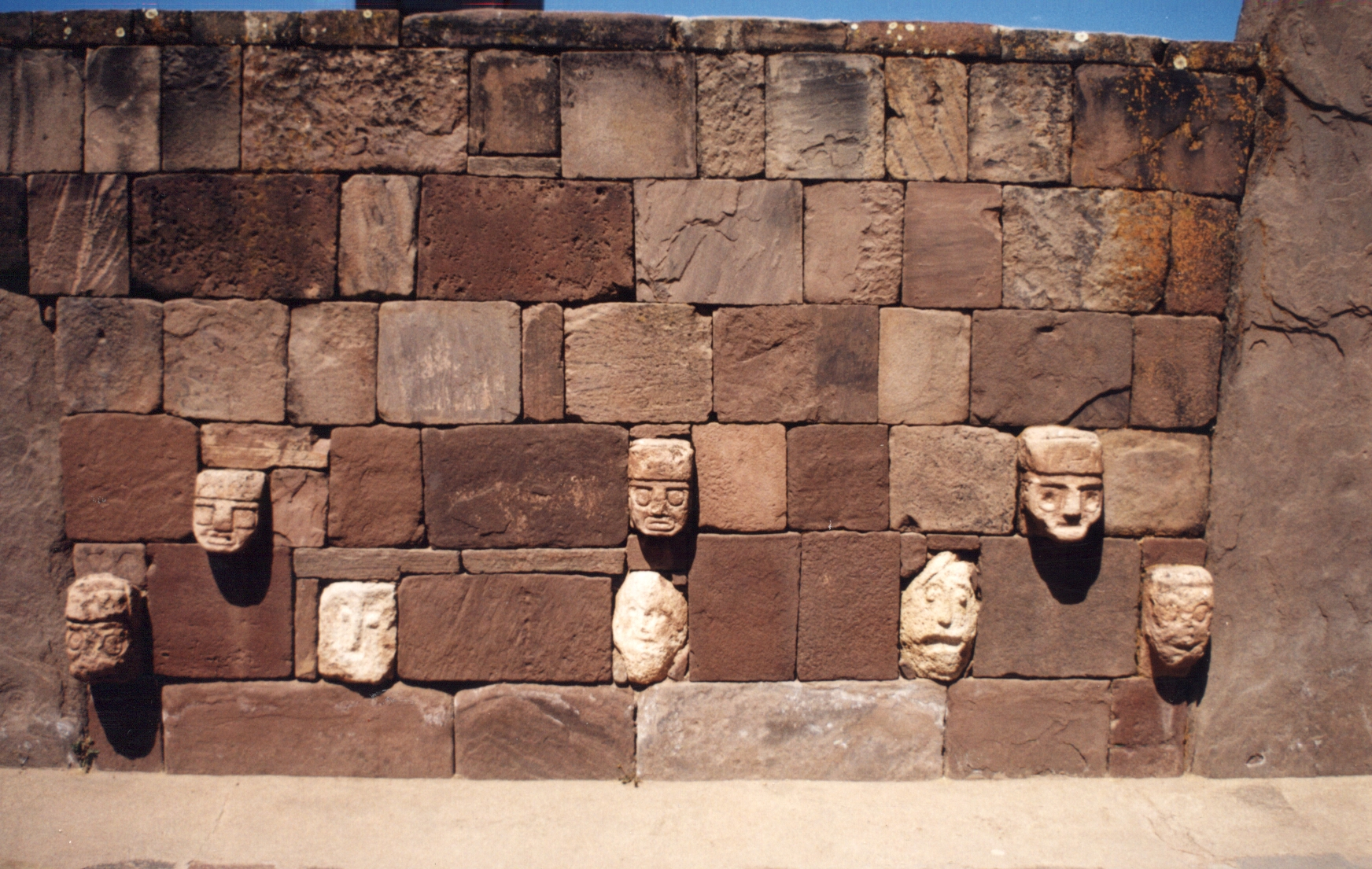
„Versunkener Hof“, Teil einer Mauer
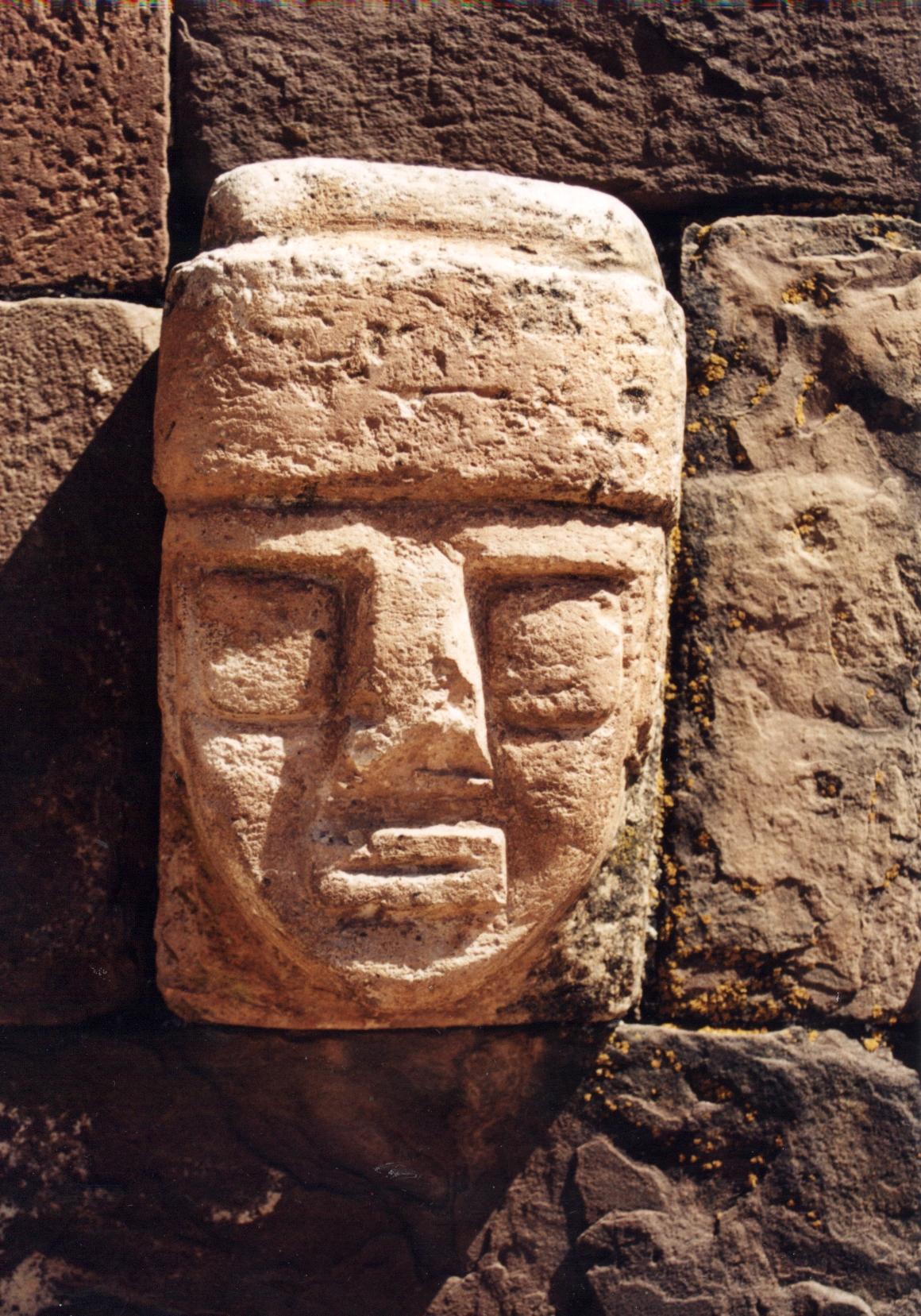
Kopfrelief